# Peyton Place
Peyton Place var en amerikanska såpopera som sändes från 1964 till 1968 på ABC. Det var den första såpoperan som visades på kvällstid och den bygger på karaktärerna i böckerna med samma namn av Grace Metalious. Den utspelar sig i en liten konservativ småstad och följer skvallret och skandalerna i den lilla orten. Såpoperan ledde till att ordet "Peyton place" letade sig in i amerikanska lexikon som ett ord för skandalösa hemligheter i små grupper eller småstäder.
I TV-serien fick flera skådespelare genombrott, som till exempel Ryan O'Neal och Mia Farrow. Mia Farrow lämnade serien efter den tredje säsongen för att gifta sig med Frank Sinatra, och spela in filmen Rosemarys baby (1968).
Det gjordes 514 avsnitt på cirka 25 minuter, som sändes två gånger i veckan på ABC under perioden september 1964 till juni 1969. De första två säsongerna, 1964 och 1965, var i svartvitt, och resten i färg.

## Rollista i urval
- Dorothy Malone – Constance MacKenzie (1964–1968)
- Warner Anderson – Matthew Swain (1964–1965)
- Ed Nelson – Dr. Michael Rossi (1964–1969)
- Mia Farrow – Allison MacKenzie (1964–1966)
- Ryan O'Neal – Rodney Harrington (1964–1969)
- Barbara Parkins – Betty Anderson (1964–1969)
- Kasey Rogers – Julie Anderson (1964–1966)
- Henry Beckman – George Anderson (1964–1965)
- Paul Langton – Leslie Harrington (1964–1968)
- Christopher Connelly – Norman Harrington (1964–1969)
- Patricia Breslin – Laura Brooks (1964–1965)